# أورأمريكا
أورأمريكا (باللاتينية: Euramerica) (المعروفة أيضا باسم لوروسيا -لا يجب الخلط مع لوراسيا- القارة القديمة الحمراء أو قارة الحجر الرملي الأحمر القديمة) وهي قارة عظمى صغيرة نوعا ما تشكلت في عصر الديفوني نتيجة التصادم الكراتوني بين لورنشيا، وبلطيقيا وأفالونيا أثناء التجبل الكاليدوني، قبل حوالي 410 مليون سنة. في أواخر العصر الفحمي أصبحت الغابات الاستوائية المطيرة على محاذاة خط الاستواء لأورأمريكا. وحدث تغير كبير مفاجئ في الغطاء النباتي عندما أصبح المناخ قاحلا. خفت الغابات المتفرقة والحزازيات الذئبية التي كانت تسيطر على الأراضي الرطبة، وحلت محلها السراخس الانتهازية. كان هناك أيضا فقدان كبير لتنوع البرمائيات وفي نفس الوقت حفز المناخ الجاف تنوع الزواحف.